# Kill 'Em All for One Tour
Tournées par Metallica
Premiers concerts 
 (1982) Ride the Lightning Tour (1984-1985)

## Dates de la tournée

### Partie américaine
| Date       | Ville                  | Lieu                               |
| ---------- | ---------------------- | ---------------------------------- |
| 03/05/1983 | San Francisco, CA, USA | The Stone                          |
| 03/19/1983 | San Francisco, CA, USA | The Stone                          |
| 04/08/1983 | New York, NY, USA      | Paramount Theatre                  |
| 04/09/1983 | New York, NY, USA      | The Ritz                           |
| 04/16/1983 | Dover, NJ, USA         | The Showplace                      |
| 04/22/1983 | New York, NY, USA      | Paramount Theatre                  |
| 04/24/1983 | New York, NY, USA      | Paramount Theatre                  |
| 07/27/1983 | New Brunswick, NJ, USA | Royal Manor                        |
| 07/28/1983 | Bridgeport, CT, USA    | Utopia                             |
| 07/29/1983 | Yonkers, NY, USA       | Rising Sun                         |
| 07/30/1983 | Boston, MA, USA        | The Rat                            |
| 07/31/1983 | Boston, MA, USA        | The Rat                            |
| 08/02/1983 | Jamestown, NY, USA     | Melody Inn                         |
| 08/03/1983 | Buffalo, NY, USA       | Rooftops                           |
| 08/04/1983 | Rochester, NY, USA     | Riverboat                          |
| 08/05/1983 | Elmhurst, NY, USA      | L'Amour East                       |
| 08/06/1983 | New York, NY, USA      | L'Amour                            |
| 08/07/1983 | New York, NY, USA      | Cheers                             |
| 08/09/1983 | Morganville, NJ, USA   | Sports 9 Rock 'n Roll Heaven Arena |
| 08/10/1983 | Baltimore, MD, USA     | Seagull                            |
| 08/11/1983 | Baltimore, MD, USA     | Coast to Coast                     |
| 08/13/1983 | Chicago, IL, USA       | The Metro                          |
| 08/14/1983 | Milwaukee, WI, USA     | Mickey's                           |
| 08/16/1983 | Bald Knob, AR, USA     | Bald Knob Amphitheatre             |
| 08/17/1983 | Pine Bluff, AR, USA    | Pine Bluff Convention Center       |
| 08/18/1983 | Texarkana, AR, USA     | Texarkana Community College        |
| 08/19/1983 | Russellville, AR, USA  | Tucker Coliseum                    |
| 08/20/1983 | Roland, OK, USA        | Harry's                            |
| 08/22/1983 | Tyler, TX, USA         | ?                                  |
| 08/24/1983 | Austin, TX, USA        | The Nightlife                      |
| 08/25/1983 | San Antonio, TX, USA   | ?                                  |
| 08/26/1983 | Odessa, TX, USA        | ?                                  |
| 08/27/1983 | Portales, NM, USA      | Eastern New Mexico SU              |
| 08/28/1983 | Las Cruces, NM, USA    | Corbett Center Ballroom            |
| 08/30/1983 | Los Angeles, CA, USA   | Country Club                       |
| 09/01/1983 | Palo Alto, CA, USA     | Keystone                           |
| 09/02/1983 | Berkeley, CA, USA      | Keystone                           |
| 09/03/1983 | San Francisco, CA, USA | The Stone                          |
| 10/31/1983 | Palo Alto, CA, USA     | Keystone                           |
| 11/04/1983 | Los Angeles, CA, USA   | Country Club                       |
| 11/07/1983 | San Francisco, CA, USA | The Stone                          |
| 11/24/1983 | Palo Alto, CA, USA     | Keystone                           |
| 11/25/1983 | Berkeley, CA, USA      | Keystone                           |
| 11/26/1983 | San Francisco, CA, USA | The Stone                          |
| 12/14/1983 | Madison, WI, USA       | Palms                              |
| 12/15/1983 | Chicago, IL, USA       | Chicago Pavilion                   |
| 12/15/1983 | Chicago, IL, USA       | Chicago Pavilion                   |
| 12/18/1983 | Cleveland, OH, USA     | Agora Ballroom                     |
| 12/30/1983 | Aberdeen, NJ, USA      | Fountain Casino                    |
| 12/31/1983 | Mount Vernon, NY, USA  | Left Bank                          |
| 01/14/1984 | Boston, MA, USA        | Channel Club                       |
| 01/21/1984 | Valley Stream, NY, USA | Rio Theater                        |
| 01/22/1984 | Boston, MA, USA        | Channel Club                       |

### Partie européenne
| Date       | Ville          | Lieu              | Pays       |
| ---------- | -------------- | ----------------- | ---------- |
| 3 février  | Zurich         | Volkhaus          | Suisse     |
| 5 février  | Milan          | Teatro Tenda      | Italie     |
| 7 février  | Nuremberg      | Hemmerleinhalle   | Allemagne  |
| 9 février  | Paris          | Espace Ballard    | France     |
| 11 février | Zwolle         | IJsselhal         | Pays-Bas   |
| 12 février | Poperinge      | Maecke Blyde      | Belgique   |
| 27 mars    | Londres        | The Marquee       | Angleterre |
| 8 avril    | Londres        | The Marquee       | Angleterre |
| 6 juin     | Leyde          | Stadsgehoorzaal   | Pays-Bas   |
| 7 juin     | Francfort      | Volksbildungsheim | Allemagne  |
| 8 juin     | Oldenzaal      | Jumbo             | Pays-Bas   |
| 9 juin     | Zwaagwesteinde | Evenementhal      | Pays-Bas   |
| 10 juin    | Poperinge      | Sportsfield       | Belgique   |
| 20 juillet | San Francisco  | Mabuhay Gardens   | États-Unis |
| 3 août     | New York       | Roseland Ballroom | États-Unis |
| 29 août    | Paris          | Le Bourget        | France     |